# Denver Nuggets 1978-1979
La stagione 1978-79 dei Denver Nuggets fu la 3ª nella NBA per la franchigia.
I Denver Nuggets arrivarono secondi nella Midwest Division della Western Conference con un record di 47-35. Nei play-off persero al primo turno con i Los Angeles Lakers (2-1).

## Roster
| N° | Naz.                   | Ruolo | Sportivo        | Anno | Alt. | Peso |
| -- | ---------------------- | ----- | --------------- | ---- | ---- | ---- |
| 5  | Stati Uniti (bandiera) | G     | Robert Smith    | 1955 | 180  | 75   |
| 10 | Stati Uniti (bandiera) | G     | John Kuester    | 1955 | 188  | 82   |
| 11 | Stati Uniti (bandiera) | GA    | Charlie Scott   | 1948 | 196  | 79   |
| 21 | Stati Uniti (bandiera) | GA    | Anthony Roberts | 1955 | 196  | 84   |
| 22 | Stati Uniti (bandiera) | C     | Geoff Crompton  | 1955 | 211  | 127  |
| 30 | Stati Uniti (bandiera) | AC    | George McGinnis | 1950 | 203  | 107  |
| 31 | Stati Uniti (bandiera) | A     | Bo Ellis        | 1954 | 206  | 89   |
| 32 | Stati Uniti (bandiera) | GA    | Bob Wilkerson   | 1954 | 198  | 88   |
| 33 | Stati Uniti (bandiera) | GA    | David Thompson  | 1954 | 193  | 88   |
| 35 | Stati Uniti (bandiera) | C     | Kim Hughes      | 1952 | 211  | 100  |
| 41 | Stati Uniti (bandiera) | AC    | Tom Boswell     | 1953 | 206  | 100  |
| 44 | Stati Uniti (bandiera) | AC    | Dan Issel       | 1948 | 206  | 107  |
| 55 | Stati Uniti (bandiera) | A     | Phil Hicks      | 1953 | 201  | 93   |

## Staff tecnico
- Allenatori: Larry Brown (28-25) (fino al 1º febbraio)[1], Donnie Walsh (19-10)
- Vice-allenatori: Donnie Walsh (fino al 1º febbraio), George Irvine